# کارتر گلس
کارتر گلس (به انگلیسی: Carter Glass) سناتور سابق عضو حزب دموکرات ایالات متحده آمریکا بود. وی در سال ۱۹۲۰ تا ۱۹۴۶ میلادی سناتور ایالت ویرجینیا در سنای ایالات متحده آمریکا بود.